# Parachaetocladius imberbus
Parachaetocladius imberbus är en tvåvingeart som beskrevs av Ole Anton Saether och James E. Sublette 1983. Parachaetocladius imberbus ingår i släktet Parachaetocladius och familjen fjädermyggor. Inga underarter finns listade i Catalogue of Life.